# Убийство Амилкара Кабрала
Убийство Амилкара Кабрала (порт. Assassinato de Amílcar Cabral) — убийство лидера Африканской партии независимости Гвинеи-Бисау и Кабо-Верде (ПАИГК), совершённое в Конакри 20 января 1973 года. Стало результатом заговора агентов португальской спецслужбы PIDE/DGS и группы функционеров ПАИГК, недовольных политикой Амилкара Кабрала. Привело к смене лидера ПАИГК, но не изменило хода войны за независимость Гвинеи-Бисау.

## План колониальной спецслужбы

### Проект
Война за независимость Гвинеи-Бисау складывалась для Португалии самым неудачным образом. К 1973 году более половины территории Португальской Гвинеи находилось под контролем антиколониального марксистского движения ПАИГК и его вооружённых формирований FARP во главе с генеральным секретарём Амилкаром Кабралом. Подобного положения не было ни в Анголе, ни в Мозамбике.
В мае 1968 года губернатором Португальской Гвинеи был назначен генерал Антониу ди Спинола. Его политика предполагала «африканизацию» конфликта, более активное привлечение местного населения к борьбе с ПАИГК (отдельные вооружённые формирования африканцев-лоялистов действовали и раньше). В то же время Спинола рассчитывал найти компромисс и заключить мирное соглашение с умеренными деятелями национально-освободительного движения — типа Рафаэла Барбозы и его сторонников. Для этого требовалось сменить руководство ПАИГК, прежде всего устранить Амилкара Кабрала. Ликвидация Кабрала — политическая либо физическая — стала рассматриваться как первоочередная задача португальского командования и спецслужбы PIDE/DGS.

### Спецгруппа
Для их осуществления была сформирована оперативная группа высокопоставленных военных, в которую вошли:
- генерал Антониу ди Спинола, губернатор Португальской Гвинеи
- майор Фернанду Силва Паиш, директор спецслужбы PIDE/DGS
- генерал Франсишку да Кошта Гомиш, начальник генерального штаба
- вице-адмирал Витор Крешпу

Трое из четырёх — кроме Силва Паиша — вскоре стали активными участниками Португальской революции.
Африканскую проблематику в PIDE/DGS курировал заместитель директора Барбьери Кардозу. На гвинейском направлении с ним взаимодействовал директор французской SDECE Александр де Маранш.
Отделение PIDE/DGS в Бисау возглавляли инспектор Антониу Фрагозу Алаш и заместитель инспектора Серафим Феррейра Силва. Общее руководство операцией осуществлял первый, повседневное оперативное руководство — второй.

### Начало
В конце декабря 1968 года Крешпу и Кошта Гомиш посетили Бисау, где провели совещания со Спинолой. К тому времени план устранения Кабрала был принципиально утверждён в Лиссабоне правительством Марселу Каэтану. Операция получила кодовое название Rafael Barbosa — по имени желательного для Португалии партнёра (о чём сам Рафаэл Барбоза не был информирован). Фрагозу Алаш и Феррейра Силва получили указание действовать.
План «Rafael Barbosa» предполагал два варианта: захват и пленение Кабрала, либо его убийство (второе изначально рассматривалось как более вероятное). За этим должен был последовать захват партийного руководство лояльными Португалии деятелями. Подбор таких деятелей, их организационное структурирование, склонение к перевороту и убийству, оперативное руководство ими являлось задачей PIDE/DGS.
Первым шагом стало освобождение 3 августа 1969 года из концлагеря Таррафал большой группы заключённых — членов и сторонников ПАИГК. На уровне политических деклараций это рассматривалось как шаг к примирению со стороны администрации Спинолы. Его с энтузиазмом приветствовал Рафаэл Барбоза — что впоследствии ставилось ему в вину. В то же время среди освобождённых были агенты PIDE/DGS Аристидеш Барбоза и Мамаду Туре, которым отводилась ключевая роль в операции по убийству Амилкара Кабрала.

## Внутрипартийные группировки

### Группа Мамаду Туре — агенты
Первой группой заговора являлась прямая агентура PIDE/DGS:
- Мамаду Туре
- Аристидеш Барбоза
- Жуан Томаш
- Басиру Туре (брат Мамаду)
- Малан Нанко

В ПАИГК они были известны как авторитетные партийные активисты. Мамаду Туре с ранней молодости состоял в политическом руководстве ПАИГК, являлся давним сторонником Рафаэла Барбозы. В 1962 он был репрессирован колониальными властями и заключён в Таррафал. Там он был завербован давним агентом PIDE Аристидешем Барбозой, который был залегендирован как активист ПАИГК. Жуан Томаш был политкомиссаром FARP, занимал пост в логистическом управлении, был представителем ПАИГК в Конакри. Несколько ранее он был разоблачён как португальский агент и помещён в партийную тюрьму, однако многое сумел скрыть и был освобождён с понижением в должности.

### Группа Иносенсио Кани — карьеристы
В ПАИГК сложилась своя оппозиция Амилкару Кабралу. Её представляла группа командиров FARP, в основном из военно-морских сил. Некоторые из них проходили военное обучение в СССР. Их недовольство вызывала кадровая политика Кабрала, особенно ориентация на выходцев с Островов Зелёного Мыса (сами они были континентального происхождения. Наиболее видными членами этой группы являлись
- Иносенсио Кани, бывший командующий флотом FARP
- Инасио Соареш да Гама, политкомиссар флота, бывший командующий восточным округом FARP
- Луиш Тейшейра, бывший начальник снабжения FARP
- Мамаду Нджай, командир FARP, начальник охраны Амилкара Кабрала
- Марселино Феррейра, он же Нене, радиосвязной ПАИГК в Конакри
- Эштеван Лима, командир военно-морских сил FARP
- Эмилиу Кошта, командир военно-морских сил FARP
- Кода Набонья, телохранитель Амилкара Кабрала
- Саиду Балде, боевик FARP
- Жайме Барбоза, боевик FARP
- Бакар Кани, сварщик-ремонтник военно-морских сил FARP (родство с Иносенсио Кани никакими источниками не отмечено; вероятно, однофамилец)
- Фернанду Пина, активист ПАИГК.

Все они имели причины для личной неприязни к Амилкару Кабралу, поскольку привлекались к дисциплинарной ответственности за невыполнение приказов вышестоящего командования, грубость с подчинёнными, пьянство и хищения. Иносенсио Кани и Инасио Соареш да Гама были сняты с командных должностей и выведены из высших органов ПАИГК — Исполнительного комитета борьбы и Высшего совета борьбы. Нджай подвергался взысканиям за уклонение от исполнения обязанностей под предлогом болезни. Тейшейра за денежные махинации был переведён с руководства фронтовым снабжением на должность завскладом (на его объекте проводились застольные собрания заговорщиков с большим количеством спиртных напитков). Исследователи отмечали высокую степень амбициозности и озлобленности участников заговора.
Представители этой группы не выдвигали альтернативной идеологии и политической программы. Побудительными мотивами для них были не идейно-политические разногласия (за исключением «местнической» розни), а персональные амбиции и чувство мести.

### Группа Рафаэла Барбозы — пацифисты
Ещё один очаг недовольства в ПАИГК создавали ветераны партии довоенного периода, группировавшиеся вокруг Рафаэла Барбозы, первого председателя партии. Здесь имели место концептуальные противоречия. Барбоза и его сторонники выступали против вооружённой антиколониальной борьбы, за мирные переговоры с Португалией и компромиссные методы достижения независимости.
Рафаэл Барбоза открыто поддерживал контакты с генералом Спинолой. Кроме того, он, как бывший заключённый, регулярно отмечался в PIDE — его длительные беседы с инспекторами и агентами вызывали сильные подозрения активистов ПАИГК. В то же время прямой связи с планом своего имени Барбоза не имел.

## Подготовка
Около года после освобождения Мамаду Туре прожил с женой в Бисау. Работал барменом и официантом. Поддерживал связь с подпольем ПАИГК, но не проявлял активности. В конце 1970 года на него вышел представитель PIDE и передал поручение Феррейры Силва — отправляться в Гвинею, где базировались руководящие органы ПАИГК и командование FARP, и начинать подготовку к операции «Rafael Barbosa».
Переход осуществила группа из четырёх человек: Мамаду Туре, Басиру Туре, Аристидеш Барбоза, Малан Нанко. Пятый — проводник — был убит Барбозой в пути. На границе группа была обстреляна патрулём, был ранен Басиру Туре. Однако прочная легенда позволила им легализоваться в Конакри и получить должности в аппарате ПАИГК (вскоре туда же с помощью PIDE пробралась и присоединилась к группе жена Мамаду Туре).
Руководство группой осуществлял Аристидеш Барбоза. Через него поддерживалась связь с Феррейрой Силва в Бисау. Вербовочную работу вёл в основном Мамаду Туре. Проанализировав дисциплинарные решения партийного руководства, агенты вычислили активно недовольных и установили связь с группой Иносенсио Кани. Было сделано предложение, получено согласие и началась подготовка к совместной реализации плана пленения или убийства Кабрала.
Служба безопасности ПАИГК зафиксировала подозрительное поведение Мамаду Туре и Аристидеша Барбозы. После тайного обыска, проведённого в жилище Туре, был поставлен вопрос о его аресте. Амилкар Кабрал, высоко ценивший доверие между партийными товарищами, длительное время отказывался его санкционировать. Служба смогла настоять на своём и в сентябре 1971 года Туре и Барбоза были помещены в партийную тюрьму Монтанья. Однако арест носил форму домашнего — ночевали в камерах, остальное время суток проводили на своё усмотрение. Кабрал ни в коем случае не хотел давать повод для обвинения в политических преследованиях.
Вольный режим содержания позволял продолжать подготовку операции. В январе 1973 года Амилкар Кабрал находился в гвинейской столице Конакри. Заговорщики вели за ним плотное наблюдение, эффективность которого обеспечивали телохранитель Набонья и радист Феррейра-Нене. Слухи о готовящемся покушении на Кабрала стали достигать иностранных дипломатических представительств в Конакри.
19 января 1973 Амилкар Кабрал вызвал начальника своей охраны Мамаду Нджая и распорядился усилить меры безопасности (либо временно передать дела тем, кто справится с этой задачей). Нджай — участник заговора — немедленно проинформировал Мамаду Туре и Аристидеша Барбозу. Туре был крайне напуган угрозой разоблачения и близок к истерике, но Барбоза быстро мобилизовался и приказал перевести операцию в экстренный режим.
Непосредственное исполнение убийства взял на себя Иносенсио Кани. Пользуясь своими связями по военно-морской линии, он договорился в порту Конакри о выделении нескольких катеров для отбытия в ночь на 21 января. В Бисау была направлена срочная шифровка. Генерал Спинола, получив рапорт Феррейры Силва, приказал направить к границе гвинейских территориальных вод военно-морскую эскадру — принимать уходящих агентов.

## Убийство
Поздно вечером 20 января 1973 года Амилкар Кабрал с женой Аной-Марией возвращались с приёма в посольстве ПНР. При нём не было ни охраны, ни личного оружия — Нджай и Набонья позаботились об этом. На партийной базе ПАИГК в районе Миньер близ Конакри машину Кабрала остановили Иносенсио Кани, Бакар Кани и Фернанду Пина.

Дальнейшее известно со слов Аны-Марии Кабрал.

Амилкар остановил машину, я вышла. Он хотел отъехать к гаражу. Но тут появился джип с ярко включёнными фарами. Из него вылез Иносенсио с револьвером и ещё двое с автоматами. В стороне я увидела Мамаду Нджая с группой вооружённых людей. Амилкар спросил: «Что это значит?» Иносенсио ответил ему: «Забираем тебя на корабль, там поговорим». Амилкар отказался и предложил: «Пойдём в бюро, соберём руководство, обсудим все проблемы». Но тут принесли верёвку. «Вы меня не свяжете, — сказал Амилкар. — Можете меня убить, но я не дам себя связать».

У Кани сдали нервы. Он выстрелил Кабралу в бок. Тот упал, стал звать Ану-Марию и обличать убийц. «Молчи!» — орал Иносенсио. Потом повернулся к Бакару: «Что стоишь? Добей!» Сварщик не был столь впечатлителен. Он просто опустил автомат и расстрелял лежавшего на земле Амилкара Кабрала. Потом повернул оружие в сторону Аны-Марии, но Кани перехватил ствол: «Погоди. Эта нам ещё пригодится».

В «Монтанье» рулили Аристидеш Барбоза, Мамаду Туре и Басиру Туре. Они взяли под контроль место своего комфортабельного домашнего ареста и начали принимать арестованных. Их доставляли, на ходу избивая прикладами, бойцы Жайме Барбозы и Саиду Балде. Но задерживаться было нельзя. Радист Нене отбил шифровку Феррейре Силва в Бисау: «Операция завершена успешно. Головка взята. Выходим по расписанию. Встречайте».

Понимая себя как нового главу ПАИГК, Кани начал давать руководящие указания. Первым из них был приказ отправить Ану-Марию в партийную тюрьму. Тем временем Мамаду Нджай со своими боевиками сумел захватить Аристидеша Перейру и ещё нескольких сторонников Кабрала. Их попытались вывезти морем на контролируемые ПАИГК территории. Партийный переворот практически осуществился.
Но далеко идущий план захвата власти в ПАИГК оказался почти сразу же сорван в результате вмешательства гвинейских военных, чего заговорщики никак не предусмотрели. Информация о стрельбе в районе Миньер была быстро доведена до гвинейских властей. Аресты начались практически в тот же час. Большинство заговорщиков — в том числе братья Туре и Барбоза — даже не успели выбраться из порта. Иносенсио Кани и его группу перехватили в территориальных водах (есть данные, что перехват осуществили советские военные моряки с эсминца «Бывалый» по просьбе Секу Туре). Всего были арестованы 94 человека. Португальские корабли после суток ожидания взяли обратный курс. При гвинейской поддержке ПАИГК возглавили сподвижники Амилкара Кабрала — Аристидеш Перейра и Луиш Кабрал.

## Суд и казнь заговорщиков
Гвинейский военный суд приговорил к смертной казни большинство участников заговора. Процесс был проведён быстро и в закрытом режиме. Самооправдания обвиняемых в качестве доводов практически не принимались.
Приговоры приводились в исполнение на территориях Гвинеи-Бисау, контролируемых ПАИГК. Первыми расстреляли непосредственно причастных к убийству Кабрала — в том числе Иносенсио Кани, Бакара Кани, Инасио Соареша да Гаму, Луиша Тейшейру, Марселину Феррейру-Нене, Жуана Томаша, Эмилиу Кошту. Аристидеш Барбоза, Мамаду Туре и Басиру Туре были насмерть забиты толпой.
Известен лишь один подозреваемый в причастности к убийству Амилкара Кабрала, сумевший избежать преследования — бывший командир FARP Исидору Мануэл Лима. Предполагается, что ему по какой-то неизвестной причине помог уйти в тень влиятельный политик ПАИГК Педру Пиреш, будущий президент Кабо-Верде. Впоследствии Пиреш также позаботился о назначении пенсии Лиме.

## Версии и последствия
Поныне обсуждаются различные версии январских событий 1973 года. Остаётся не вполне ясным, был ли заговор полностью организован португальцами через свою агентуру, или же основной причиной стали внутренние противоречия в ПАИГК. По всей видимости, оба фактора совпали — PIDE/DGS эффективно воспользовалась и направила в своих целях заговор внутрипартийных противников Кабрала. Известна запись, сделанная Амилкаром Кабралом за несколько лет до гибели. Кабрал вполне допускал, что может быть убит, и «это сделает человек моего народа и моей партии».
Отдельно обсуждает вопрос о роли властей Гвинеи, прежде всего президента Ахмеда Секу Туре. Профессор Университета Кабо-Верде Даниэл Сантуш опубликовал исследование Amílcar Cabral — Um Novo Olhar — Амилкар Кабрал — новый взгляд, в котором утверждает, будто «португальцы не имели никакого отношения к смерти Кабрала, организованной Секу Туре». Мотивацией здесь видится озабоченность президента Гвинеи растущей популярностью Кабрала — потенциального конкурента за влияние в Западной Африке и в антиколониальном движении. Однако такой подход не является распространённым. При любой оценке роли Секу Туре полнота ответственности на него обычно не возлагается. Чаще говорится, что он сознательно допустил убийство Кабрала (но и это не имеет документальных подтверждений).
Убийство лидера ПАИГК практически не изменило ход войны в Гвинее-Бисау. Вооружённые силы ПАИГК уверенно контролировали внутренние районы страны, оттеснив португальские войска к побережью и продолжая наступление. 24 сентября 1973 года — ещё до Португальской революции — была провозглашена независимость Гвинеи-Бисау. Год спустя независимость была признана революционным правительством Португалии. Интересно, что президентом Португалии и главой правящего Совета национального спасения на тот момент являлся Антониу ди Спинола.

## «Второе убийство»
Среди современных оценок встречаются мнения о «предательстве идеалов Кабрала», о его «второй смерти». Датой «второй смерти» называют 14 ноября 1980 года, когда переворот Жуана Виейры покончил с проектом объединения Гвинеи-Бисау и Кабо-Верде в «единую страну, способную противостоять давлению Гвинеи и Сенегала». При этом режиму Гвинеи-Бисау противопоставляется Республика Кабо-Верде, «где остались ученики» Кабрала.